# Loxioides
Loxioides är ett fågelsläkte i familjen finkar inom ordningen tättingar. Släktet omfattar två arter i Hawaiiöarna, varav en är akut utrotningshotad och en har varit utdöd sedan länge:
- Palila (Loxioides bailleui)
- Kauai-palila (Loxioides kikuchi) – endast känd från fossil, utdöd under holocen